# Фанар
Фанар (грч. Φανάρι) или Фенер (тур. Fener) четврт је на средини Златног рога у округу Фатих у Истанбулу, највећем граду Турске. Улице у овој области пуне су историјских дрвених палата, цркава и синагога из византијског и османског доба. Дрвене палате између главне осовине и обале често су коришћене за увоз дрвета са Понта или Црног мора. Њихове живописне фасаде су у великој мјери уништене због захтјева за проширењем улица 1930-их и касније. Назив области изведен из грчке ријечи „фанарион” (Φανάριον, у преводу фењер за освјетљење, улична расвјета, расвјетни стуб са свјетлећим фењером). Област је назив добила због стуба на чијем је врху био фењер који се ту налазио у византијском периоду — коришћен као јавно свјето или поморски и/или локатор/свјетионик друге намјене.
Након пада Константинопоља 1453, округ Фанар је постао дом многим Грцима у граду. И Цариградска патријаршија је своје сједишта пребацила у ту области, гдје се и данас налази. Као резултат, „Фанар” се често користи као скраћеница за Цариградску патријаршију, као што се „Ватикан” користи за Свету столицу Католичке цркве. Током османског периода, грчки становници Фанара звали су се „фанариоти” и били су важни помоћници султана у различитим својствима и службама. Богати фанариоти су постављали за гувернере покрајина у турској Европи и Грчкој и за господаре Влашке и Молдавије између 1711. и 1821. године. У Фанару се налази црква Светог Ђорђа. Њен глави улаз није отворен од када је ту објешен васељенски патријарх Григорије V 1821. године, за вријеме грчке борбе за независност.
Најстарија постојећа грчка школа у Истанбулу, Велика народна школа основана 1454. године, налази се у Фанару.
Гвоздена црква Светог Стефана, за Бугаре важна црква, налази се између патријаршије и обале Златног рога. Постоји низ других грчких православних цркава које се једва користе.

## Галерија
- Фанар око 1900. године.
- Спољашњост Саборне цркве Светог Ђорђа.
- Патријаршијска резиденција у Цариградској патријаршији у Фанару.
- Црква Свете Марије Монголске.
- Велика школа нације.
- Mараслијева грчка православна основна школа.
- Медреса у Фанару.